# Sophronica asmarensis
Sophronica asmarensis är en skalbaggsart som beskrevs av Stefan von Breuning 1954. Sophronica asmarensis ingår i släktet Sophronica och familjen långhorningar. Inga underarter finns listade i Catalogue of Life.